# Ižkovce
Ižkovce, ungarisch Iske (bis 1927 slowakisch „Iška“) ist eine Gemeinde im Osten der Slowakei mit 92 Einwohnern (Stand 31. Dezember 2024), die zum Okres Michalovce, einem Teil des Košický kraj, gehört und in der traditionellen Landschaft Zemplín liegt.

## Geographie
Die Gemeinde befindet sich im Ostslowakischen Tiefland auf linksseitiger Flurterrasse des Laborec. Das Ortszentrum liegt auf einer Höhe von 102 m n.m. und ist 10 Kilometer von Veľké Kapušany sowie 29 Kilometer von Michalovce entfernt.
Nachbargemeinden sind Drahňov im Norden, Vojany im Osten, Beša im Süden und Veľké Raškovce im Westen.

## Geschichte
Ižkovce wurde zum ersten Mal 1297 als Iske schriftlich erwähnt, weitere historische Bezeichnungen sind unter anderen Izke (1427) und Izkowce (1808). Das Dorf gehörte der Herrschaft von Čičarovce. 1715 war Ižkovce fast menschenleer, 1720 gab es schon 15 Haushalte, 1828 zählte man 40 Häuser und 274 Einwohner, die als Landwirte beschäftigt waren. Im 19. Jahrhundert besaß die Familie Spiegel die Ortsgüter.
Bis 1918/1919 gehörte der im Komitat Ung liegende Ort zum Königreich Ungarn und kam danach zur Tschechoslowakei beziehungsweise heute Slowakei. Auf Grund des Ersten Wiener Schiedsspruchs lag der Ort von 1938 bis 1944 noch einmal in Ungarn.

## Bevölkerung
| Jahr                | 1994 | 2004    | 2014    | 2024    |
| ------------------- | ---- | ------- | ------- | ------- |
| Anzahl der Personen | 107  | 113     | 102     | 92      |
| Unterschied         |      | +5,60 % | −9,73 % | −9,80 % |

| Jahr                | 2023 | 2024 |
| ------------------- | ---- | ---- |
| Anzahl der Personen | 92   | 92   |
| Unterschied         |      | +0 % |

Nach der Volkszählung 2011 wohnten in Ižkovce 105 Einwohner, davon 88 Magyaren und 10 Slowaken. Sieben Einwohner machten keine Angabe zur Ethnie.
70 Einwohner bekannten sich zur reformierten Kirche, 15 Einwohner zur römisch-katholischen Kirche, fünf Einwohner zur griechisch-katholischen Kirche und ein Einwohner zur Evangelischen Kirche A. B. Bei 14 Einwohnern wurde die Konfession nicht ermittelt.

## Bauwerke und Denkmäler
- reformierte (calvinistische) Toleranzkirche aus dem späten 18. Jahrhundert[6]

## Wirtschaft und Verkehr
Südöstlich von Ižkovce steht das Wärmekraftwerk Vojany. 
Nach Ižkovce führt nur die Straße 3. Ordnung 3750 als Abzweig der Straße 3. Ordnung 3749 zwischen Vojany (Anschluss an die Straße 2. Ordnung 552) und Beša.